# Cimetière militaire allemand de Lens-Sallaumines
Le cimetière militaire allemand de Lens-Sallaumines (Deutscher Soldatenfriedhof Lens-Sallaumines) est un  cimetière militaire de la Première Guerre mondiale situé sur le territoire de la commune de Sallaumines, Pas-de-Calais .

## Localisation
Ce vaste cimetière est situé au fond du cimetière communal, rue Constant Darras ou rue Étienne Dolet.

## Historique
Occupé dès la fin août 1914 par les troupes allemandes, le secteur de Lens et Sallaumines est resté dans la zone des combats jusqu'en septembre 1918 lorsque ces villes ont été reprises par les troupes britanniques. Le cimetière militaire allemand Lens-Sallaumines a été créé à l'automne 1914 par les troupes allemandes. Il reçut bientôt l'appellation de Lorettofriedhof (cimetière de Lorette) car de nombreux soldats allemands tombés lors des combats meurtriers de la bataille de l'Artois (Lorettoschlacht en allemand) du 9 mai au 25 juin 1915 furent inhumés dans ce cimetière. En outre, durant toute la guerre, les soldats tombés dans les champs de bataille de la région y ont été enterrés. Les victimes appartenaient majoritairement à des unités  originaires de la Bavière, de la Poméranie et de la Silésie. En 1917 et 1918, un feu d'artillerie allié détruisit presque complètement le cimetière. Les autorités militaires françaises ont reconstruit le cimetière après la guerre.

Aujourd'hui, l'un des plus jeunes soldats de la Première Guerre mondiale, Paul Mauk (de), repose ici dans la tombe 11/268. Il fut tué le 7 juin 1915 alors qu'il n'avait pas quinze ans. Les victimes appartenaient à des unités de troupes dont les garnisons originaires de la Bavière, de la Poméranie et de la Silésie.

Pendant l'entre-deux guerres, ce cimetière a été délaissé et ce n'est qu'en 1966, après la conclusion de l'accord franco-allemand sur les sépultures de guerre, que le Volksbund Deutsche Kriegsgräberfürsorge a procédé à la conception définitive du cimetière avec la construction d’une nouvelle entrée et, en 1971, le remplacement des anciennes croix de bois provisoires par des croix en pierre comportant les noms les noms et dates de ceux qui reposent ici.

## Caractéristique
Ce vaste cimetière d'une superficie de près de 2 ha est agrémenté de nombreux arbres. Il comporte les tombes de 15 648 soldats allemands dont 8 207 ont leur propres tombes et 7 439 sont inhumés dans des fosses communes, parmi lesquels 4 140 ne sont pas identifiés. Il y a également les tombes de 2 soldats russes.

## Galerie

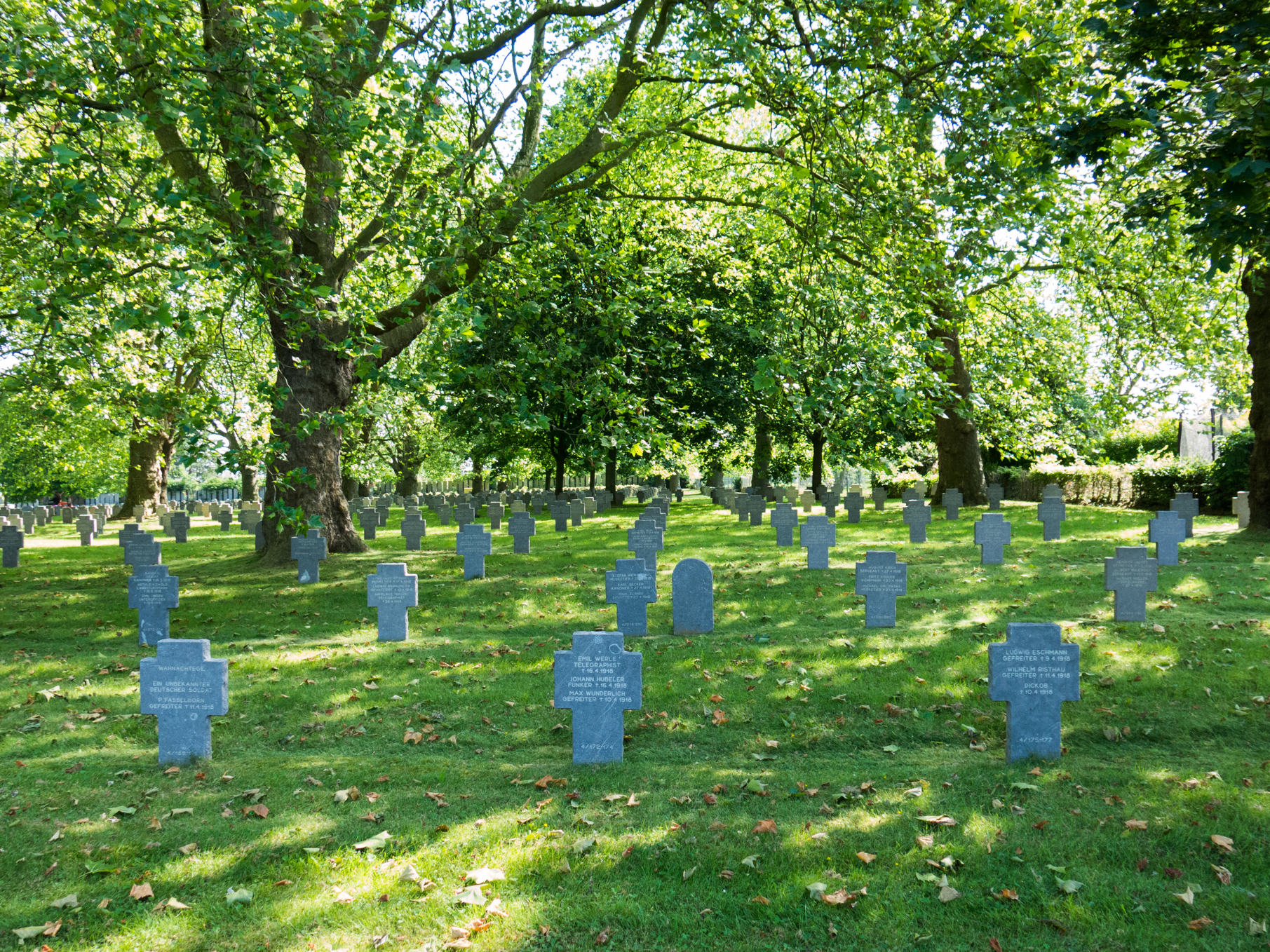
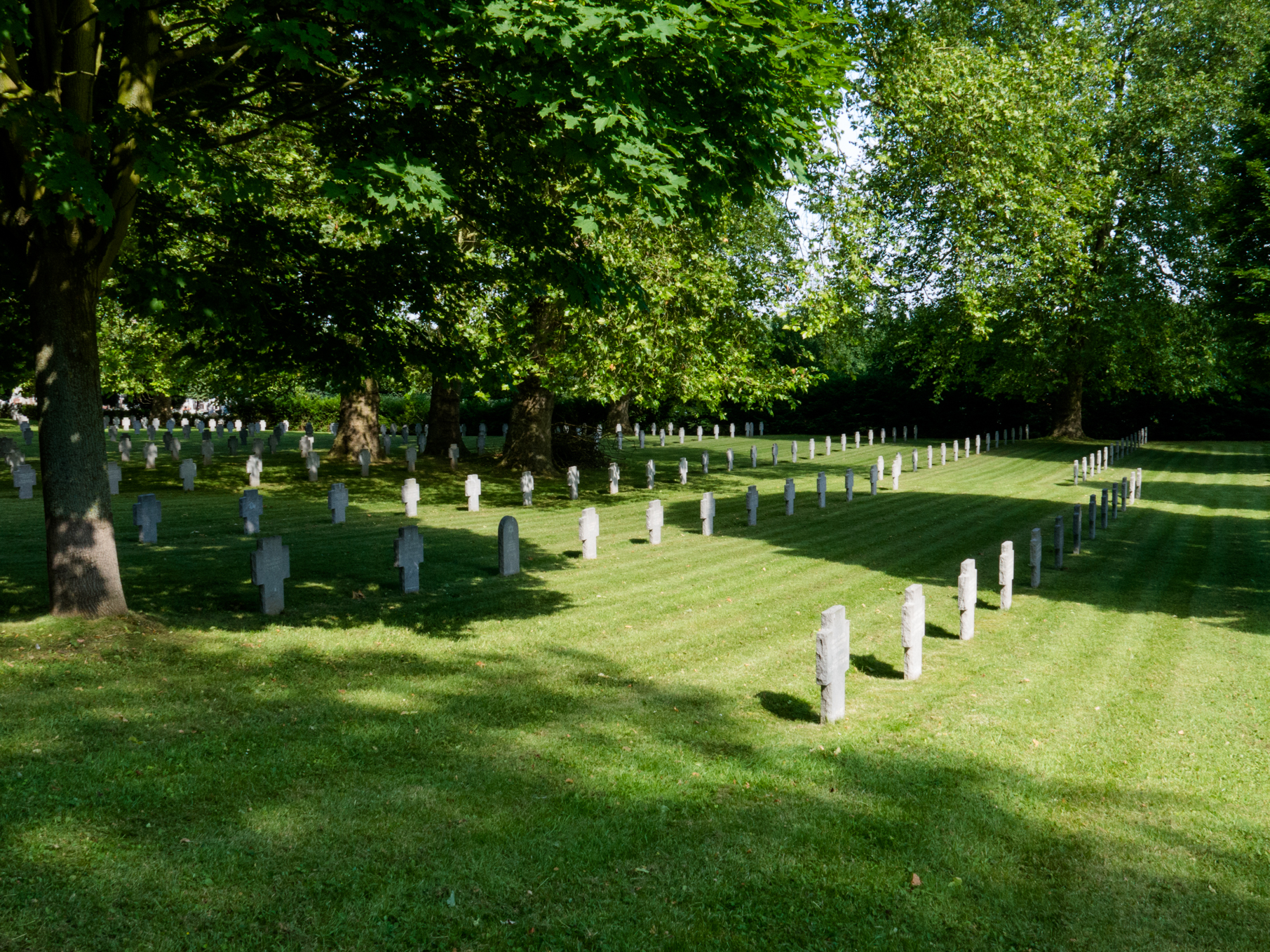
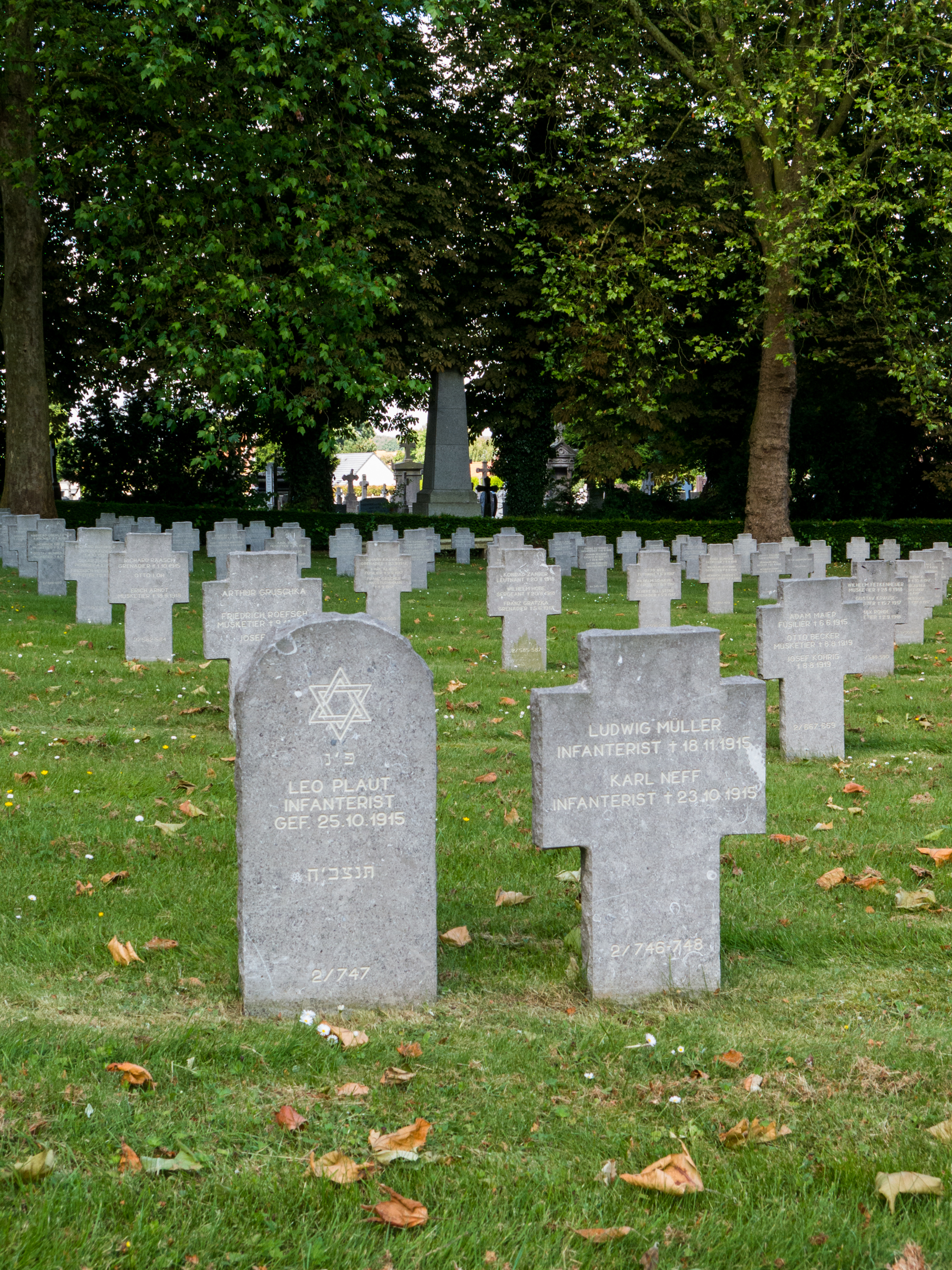
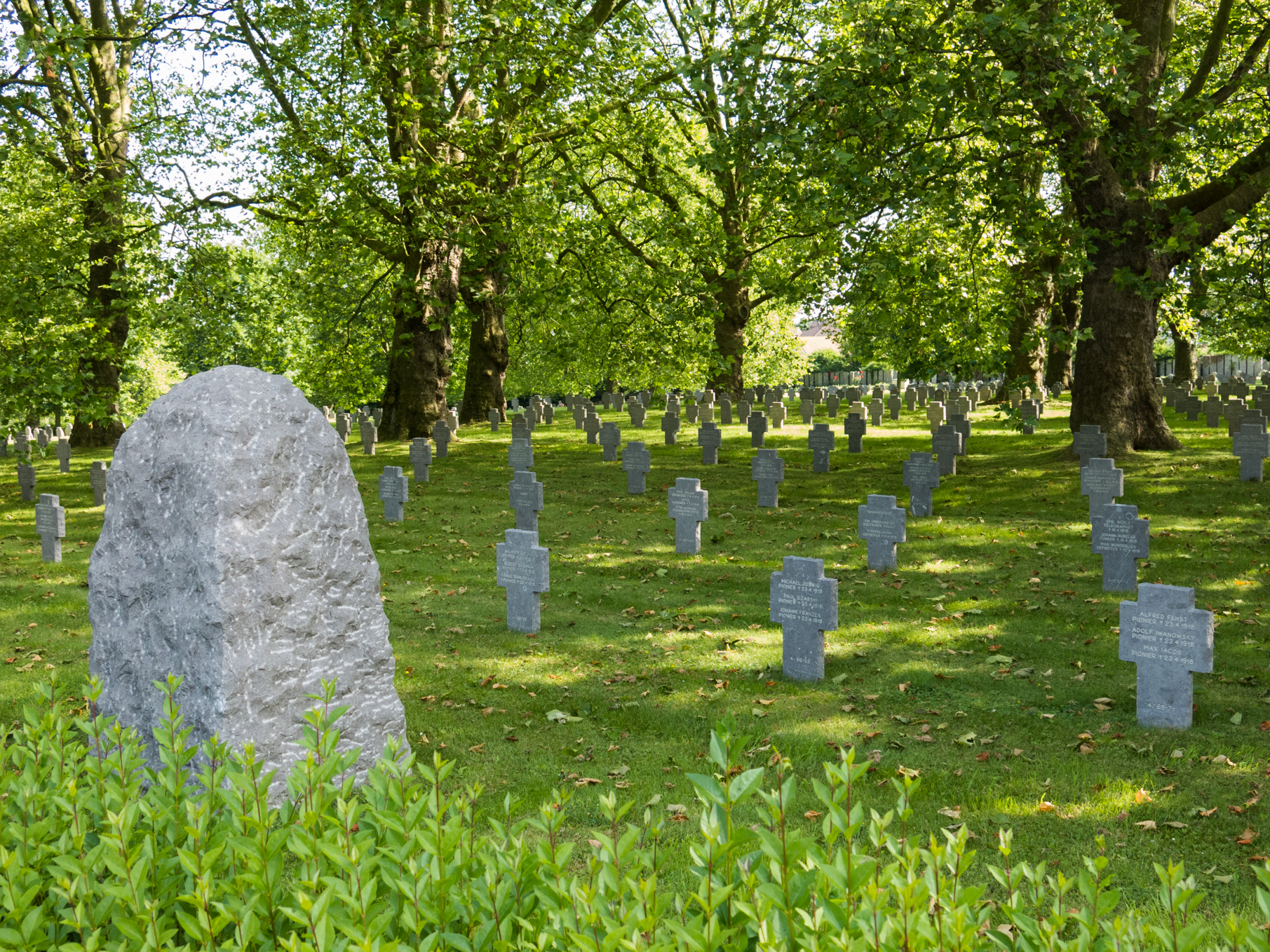

## Sépultures
| Pays         | Sépultures |
| ------------ | ---------- |
| Allemagne    | 15 648     |
| Empire russe | 2          |
| Total        | 15 650     |

## Pour approfondir